# Ó
Ó bruges på flere sprog til at udtrykke en særlig udtale af O eller til at differentiere homofoner.

## Færøsk
Anvendes for flere forskellige lyde.

## Islandsk
Anvendes for lyden /ou/.

## Polsk
Anvendes for lyden /u/ i nogle ord:
- latin carolus > polsk król ("konge" < fra Carolus Magnus, Karl den Store)

## Spansk
Anvendes til flere formål, f.eks. at mærke tryk eller at differentiere homofoner:
- dios "gud" / ¡Adiós! ("farvel!")

## Ungarsk
Accenten betegner, at vokalen er lang.

## Sorbisk
Anvendes for lyden /uʊ/ på øvresorbisk og for lyden /ɛ/ eller /ɨ/ på nedresorbisk. På nordsorbisk anvendes Ó i starten af ord for lyden surd plosive /{\displaystyle p^{h}}/; mens ó anvendes for lyden /k/.